# Barvaux-Condroz
Barvaux-Condroz is een dorp in de Belgische provincie Namen en een deelgemeente van de gemeente Havelange.

## Demografische ontwikkeling
- Bron: NIS; Opm:1806 t/m 1970=volkstellingen; 1976=inwoneraantal op 31 december
- 1813: aanhechting van de opgeheven gemeente Buzin-Failon (235 inwoners)
- 1826: afscheiding van het gehucht Buzin (30 inwoners) dat bij Verlée werd gevoegd

Deelgemeenten: Barvaux-Condroz · Flostoy · Havelange · Jeneffe · Maffe · Méan · Miécret · Porcheresse · Verlée

Overige dorpen: Barsy · Bassines · Béole · Bormenville · Buzin · Champs-du-Bois · Doyon · Émeville · Failon · Gros-Chêne · Homezée · Montegnet · Ossogne · Rémont

Belgische gemeenten · arrondissement Dinant · provincie Namen · Wallonië